# Pseudoneureclipsis congolensis
Pseudoneureclipsis congolensis är en nattsländeart som beskrevs av Martin E. Mosely 1939. Pseudoneureclipsis congolensis ingår i släktet Pseudoneureclipsis och familjen fångstnätnattsländor. Inga underarter finns listade i Catalogue of Life.